# Francis Tirkey
Francis Tirkey (ur. 24 lipca 1961 w Kolodiah) – indyjski duchowny katolicki, biskup Purnea od 2024.

## Życiorys

### Prezbiterat
Święcenia kapłańskie otrzymał 17 maja 1993 i został inkardynowany do diecezji Dumka (od 1998 należał jednak do duchowieństwa nowo utworzonej diecezji Purnea. Po rocznym stażu wikariuszowskim został administratorem Centrum Rozwoju Społecznego w Dumce, a po studiach w Ranchi objął kierownictwo w Centrum Usług Społecznych w Purnea. W latach 2004–2007 był także tymczasowym administratorem diecezji, a w latach 2007–2021 jej wikariuszem generalnym.

### Episkopat
17 lutego 2024 papież Franciszek mianował go biskupem diecezjalnym Purnea. Sakry udzielił mu 4 kwietnia 2024 metropolita Patny – arcybiskup Sebastian Kallupura.